# Новочеркаська (станція метро)
59°55′44″ пн. ш. 30°24′42″ сх. д. / 59.92889° пн. ш. 30.41167° сх. д.
«Новочерка́ська» (рос. Новочеркасская) — Правобережної лінії станція Петербурзького метрополітену, розташована між станціями «Площа Олександра Невського-2» і «Ладозька».
Станція відкрита під назвою «Красногвардійська» («Червоногвардійська») 30 грудня 1985 року в складі ділянки «Площа Олександра Невського-2» — «Проспект Більшовиків». У проекті станція носила назву «Заневська». Назву «Красногвардійська» отримала за радянським найменуванням Новочеркаського проспекту (в 1983—1990 роках — Красногвардійський). У липні 1992 року отримала сучасну назву «Новочеркаська» за тим же Новочеркаським проспектом.

## Технічна характеристика
Конструкція станції — односклепінна глибокого закладення (глибина закладення — 61 м)
Вихід у місто починається з західного торця станції і здійснюється тристрічковим похилим ходом.

## Вестибюль
Підземний вестибюль розташований під Заневською площею, виходить у замкнутий восьмикутний підземний перехід, що має 12 виходів на поверхню до тротуарів і трамвайної зупинки. Стіни коридору оздоблені кахельною плиткою. Стіни вестибюля оздоблені мармуром червоних відтінків. Над ескалаторами розташовано підсвічений вітраж «Перемагаюча революція».
Вихід у місто на Заневський і Новочеркаський проспекти, Заневську площу.

## Оздоблення
Тема оздоблення станції — боротьба Червоної гвардії Петрограда за Радянську владу. По центральній осі станції розташовано сім люстр кільцевої форми. Усередині кілець розташовані трубчасто-стрічкові побудови з мідного карбування. Спочатку до кожної люстрі були прикріплені широкі мідні знамена, проте через небезпеку обвалу вони були демонтовані. В оздоблені колійних стін застосовано червоний мармур. Малюнок підлоги, викладений зі світло-сірих гранітних плит з дрібними включеннями червоного граніту, імітує бруківку. Нижній ескалаторний зал освітлюється люстрами з вигнутої міді, вершини яких скошені і мають обриси п'ятипроменевої зірки.
У 1992 році, після перейменування станції, напис з назвою на колійних стінах було залишено, тільки букви були переставлені місцями. Єдиною буквою, якої не вистачило для нової назви, стала «Ч», тому вона була додана в напис, при цьому була використана відмінна від наявної гарнітура шрифту, що сильно виділяє її в написи. У 2011 році буква «Ч» була замінена і стала по шрифту збігатися з іншими.
У середині 1990-х років освітлення було замінено на натрієве.

## Ресурси Інтернету
- «Новочеркаська» на metro.vpeterburge.ru(рос.)
- «Новочеркаська» на ometro.net(рос.)
- «Новочеркаська» на форумі SubwayTalks.ru(рос.)
- Санкт-Петербург. Петроград. Ленінград: Енциклопедичний довідник. «Новочеркаська»(рос.)